# ريتشارد بلاك
ريتشارد بلاك (بالإنجليزية: Richard Black)‏ هو رسام أمريكي، ولد في 10 أكتوبر 1921، وتوفي في 30 مارس 2014.